# Futbol'nyj Klub Ural 2019-2020
Questa voce raccoglie le informazioni riguardanti il Futbol'nyj Klub Ural nelle competizioni ufficiali della stagione 2019-2020.

## Stagione
La squadra finì undicesima in Prem'er-Liga, mentre in Coppa di Russia il cammino si arrestò in semifinale.

## Maglie
| Manica sinistra · Manica sinistra · Maglietta · Maglietta · Manica destra · Manica destra · Pantaloncini · Calzettoni | Manica sinistra · Manica sinistra · Maglietta · Maglietta · Manica destra · Manica destra · Pantaloncini · Calzettoni |

## Rosa
| N. |                        | Ruolo | Calciatore        |
| -- | ---------------------- | ----- | ----------------- |
| 2  | Russia (bandiera)      | D     | Šamsiddin Šanbiev |
| 3  | Armenia (bandiera)     | D     | Varazdat Haroyan  |
| 4  | Russia (bandiera)      | D     | Artëm Mamin       |
| 5  | Polonia (bandiera)     | D     | Maciej Wilusz     |
| 6  | Polonia (bandiera)     | C     | Rafał Augustyniak |
| 8  | Russia (bandiera)      | C     | Roman Emel'janov  |
| 10 | Romania (bandiera)     | C     | Eric Bicfalvi     |
| 11 | Russia (bandiera)      | C     | Dmitrij Efremov   |
| 13 | Camerun (bandiera)     | C     | Petrus Boumal     |
| 14 | Russia (bandiera)      | C     | Jurij Bavin       |
| 15 | Ucraina (bandiera)     | D     | Denys Kulakov     |
| 17 | Bulgaria (bandiera)    | C     | Nikolaj Dimitrov  |
| 18 | Polonia (bandiera)     | C     | Michał Kucharczyk |
| 19 | Bielorussia (bandiera) | D     | Dzjanis Paljakoŭ  |

| N. |                        | Ruolo | Calciatore              |
| -- | ---------------------- | ----- | ----------------------- |
| 20 | Russia (bandiera)      | A     | Andrej Panjukov         |
| 21 | Russia (bandiera)      | D     | Islamžan Nasyrov        |
| 18 | Russia (bandiera)      | D     | Ivan Kuz'mičev          |
| 27 | Russia (bandiera)      | D     | Michail Merkulov        |
| 31 | Russia (bandiera)      | P     | Jaroslav Godzjur        |
| 35 | Bielorussia (bandiera) | D     | Mikalaj Zolataŭ         |
| 44 | Russia (bandiera)      | C     | Andrej Egoryčev         |
| 57 | Russia (bandiera)      | C     | Artëm Fidler (capitano) |
| 58 | Paesi Bassi (bandiera) | C     | Othman El Kabir         |
| 69 | Russia (bandiera)      | C     | Artëm Šabolin           |
| 77 | Russia (bandiera)      | P     | Oleg Baklov             |
| 79 | Russia (bandiera)      | A     | Artëm Jusupov           |
| 88 | Russia (bandiera)      | A     | Pavel Pogrebnyak        |
| 95 | Ucraina (bandiera)     | D     | Ihor Kalinin            |

## Risultati

### Campionato
| Ekaterinburg 13 luglio 2019, ore 16:30 1ª giornata | Ural | 3 – 2 referto | Ufa | Stadio Centrale (14 614 spett.) |

| Ekaterinburg 21 luglio 2019, ore 14:00 2ª giornata | Ural | 3 – 0 referto | Achmat Groznyj | Stadio Centrale (15 611 spett.) |

| Mosca 26 luglio 2019, ore 20:00 3ª giornata | Dinamo Mosca | 2 – 0 referto | Ural | Otkrytie Arena (12 349 spett.) |

| Ekaterinburg 3 agosto 2019, ore 14:00 4ª giornata | Ural | 2 – 2 referto | Rostov | Stadio Centrale (18 199 spett.) |

| Mosca 11 agosto 2019, ore 16:30 5ª giornata | Lokomotiv Mosca | 4 – 0 referto | Ural | RŽD Arena (14 181 spett.) |

| Ekaterinburg 17 agosto 2019, ore 14:00 6ª giornata | Ural | 1 – 3 referto | Kryl'ja Sovetov Samara | Stadio Centrale (22 423 spett.) |

| Ekaterinburg 26 agosto 2019, ore 18:00 7ª giornata | Ural | 3 – 1 referto | Soči | Stadio Centrale (10 171 spett.) |

| Ekaterinburg 1º settembre 2019, ore 14:00 8ª giornata | Ural | 2 – 4 referto | Krasnodar | Stadio Centrale (18 388 spett.) |

| Mosca 14 settembre 2019, ore 16:30 9ª giornata | Spartak Mosca | 1 – 2 referto | Ural | Otkrytie Arena (24 198 spett.) |

| Tula 22 settembre 2019, ore 16:30 10ª giornata | Arsenal Tula | 1 – 1 referto | Ural | Stadio Arsenal (7 256 spett.) |

| Ekaterinburg 29 settembre 2019, ore 11:30 11ª giornata | Ural | 0 – 3 referto | CSKA Mosca | Stadio Centrale (20 130 spett.) |

| Ekaterinburg 6 ottobre 2019, ore 11:30 12ª giornata | Ural | 1 – 3 referto | Zenit San Pietroburgo | Stadio Centrale (22 432 spett.) |

| Saransk 19 ottobre 2019, ore 14:00 13ª giornata | Tambov | 1 – 2 referto | Ural | Mordovia Arena (1 883 spett.) |

| Kazan' 25 ottobre 2019, ore 19:30 14ª giornata | Rubin | 0 – 0 referto | Ural | Stadio Centrale (5 086 spett.) |

| Ekaterinburg 4 novembre 2019, ore 14:00 15ª giornata | Ural | 1 – 2 referto | Orenburg | Stadio Centrale (6 797 spett.) |

| Groznyj 8 novembre 2019, ore 19:30 16ª giornata | Achmat Groznyj | 0 – 0 referto | Ural | Stadion imeni Achmat-Chadži Kadyrova (12 474 spett.) |

| Ekaterinburg 24 novembre 2019, ore 14:00 17ª giornata | Ural | 0 – 0 referto | Spartak Mosca | Stadio Centrale (14 637 spett.) |

| Rostov sul Don 30 novembre 2019, ore 16:30 18ª giornata | Rostov | 0 – 0 referto | Ural | Rostov Arena (11 309 spett.) |

| Samara 8 dicembre 2019, ore 14:00 19ª giornata | Kryl'ja Sovetov Samara | 2 – 3 referto | Ural | Samara Arena (5 196 spett.) |

| Mosca 29 febbraio 2020, ore 14:00 20ª giornata | CSKA Mosca | 1 – 1 referto | Ural | Arena CSKA (14 008 spett.) |

| Soči 8 marzo 2020, ore 16:30 21ª giornata | Soči | 2 – 0 referto | Ural | Stadio olimpico Fišt (5 051 spett.) |

| San Pietroburgo 14 marzo 2020, ore 16:30 22ª giornata | Zenit San Pietroburgo | 7 – 1 referto | Ural | Stadio San Pietroburgo (33 677 spett.) |

| Ekaterinburg 20 giugno 2020, ore 14:00 23ª giornata | Ural | 1 – 2 referto | Rubin | Stadio Centrale (3 043 spett.) |

| Ekaterinburg 28 giugno 2020, ore 16:30 24ª giornata | Ural | 2 – 1 referto | Tambov | Stadio Centrale (3 471 spett.) |

| Orenburg 1º luglio 2020, ore 15:00 25ª giornata | Orenburg | 0 – 3 referto | Ural | Stadio Gazovik |

| Ufa 5 luglio 2020, ore 16:30 26ª giornata | Ufa | 1 – 1 referto | Ural | Stadio Neftjanik (1 288 spett.) |

| Ekaterinburg 9 luglio 2020, ore 17:00 27ª giornata | Ural | 2 – 1 referto | Dinamo Mosca | Stadio Centrale (3 487 spett.) |

| Krasnodar 12 luglio 2020, ore 20:30 28ª giornata | Krasnodar | 3 – 0 referto | Ural | Stadio FK Krasnodar (2 977 spett.) |

| Ekaterinburg 15 luglio 2020, ore 16:00 29ª giornata | Ural | 1 – 3 referto | Arsenal Tula | Stadio Centrale (3 372 spett.) |

| Ekaterinburg 22 luglio 2020, ore 19:00 30ª giornata | Ural | 0 – 1 referto | Lokomotiv Mosca | Stadio Centrale (3 458 spett.) |

### Coppa di Russia
| Novorossijsk 25 settembre 2019, ore 19:00 Sedicesimi di finale | Černomorec Novorossijsk | 0 – 2 referto | Ural | Stadio Centrale (6 000 spett.) |

| Ekaterinburg 30 ottobre 2019, ore 17:00 Ottavi di finale | Ural                 | 2 – 2 (d.t.s.) referto | Arsenal Tula | Stadio Centrale (6 814 spett.) |
| \| \| \| \| \| \| Tiri di rigore 5 – 4 \| \|             |                      |                        |              |                                |
|                                                          |                      |                        |              |                                |
|                                                          | Tiri di rigore 5 – 4 |                        |              |                                |

| Jaroslavl' 24 giugno 2020, ore 17:00 Quarti di finale | Šinnik | 0 – 2 referto | Ural | Stadio Šinnik |

| Ekaterinburg 19 luglio 2020, ore 13:00 Semifinale | Ural | 1 – 3 referto | Chimki | Stadio Centrale (3 407 spett.) |